# 諸県
諸県（しょ-けん）は、中国にかつてあった県の一つである。現在の山東省諸城市の西南にあたる。
前漢では琅邪郡の下に置かれた。新のとき、諸并県（しょへいけん）と改称したが、後漢で戻された。
三国時代の魏と晋では城陽郡に属した。北魏と東魏では東莞郡に属した。北斉の天保7年（556年）に東武県に編入されてなくなった。